# Tour du Crédit Lyonnais
Tour du Crédit Lyonnais – wieżowiec w Lyonie, we Francji, o wysokości 165 m. Budynek został otwarty w 1977 i liczy 42 kondygnacje.
Francuzi nazywają go nieoficjalnie „Ołówkiem”.